# Cabinet Günther I
Pour les articles homonymes, voir Cabinet Günther.
Land de Schleswig-Holstein
Albig Günther II
Le cabinet Günther I (en allemand : Kabinett Günther I) est le gouvernement du Land de Schleswig-Holstein entre le 28 juin 2017 et le 29 juin 2022, sous la 19e législature du Landtag.
Dirigé par le ministre-président Daniel Günther, dont le parti a remporté la majorité relative aux élections régionales, il est formé d'une coalition entre les chrétiens-démocrates, les écologistes et les libéraux-démocrates. Il succède au cabinet de Torsten Albig, composé d'une entente entre la social-démocratie, l'écologie et les représentants de la minorité danoise.

## Historique du mandat
Dirigé par le nouveau ministre-président chrétien-démocrate Daniel Günther, ce gouvernement est constitué et soutenu par une « coalition jamaïcaine » entre l'Union chrétienne-démocrate d'Allemagne (CDU), l'Alliance 90 / Les Verts (Grünen) et le Parti libéral-démocrate (FDP). Ensemble, ils disposent de 44 députés sut 73, soit 60,3 % des sièges du Landtag.
Il est formé à la suite des élections régionales du 7 mai 2017.
Il succède donc au cabinet du ministre-président social-démocrate Torsten Albig, constitué et soutenu par une « coalition en feu tricolore danoise » entre le Parti social-démocrate d'Allemagne (SPD), les Grünen et la Fédération des électeurs du Schleswig du Sud (SSW).

### Formation
Au cours du scrutin, la CDU confirme son statut de premier parti du Land et augmente son avance sur le SPD. Le gouvernement sortant, qui disposait d'une seule voix d'avance au Landtag, perd ainsi sa très courte majorité absolue. Les chrétiens-démocrates entreprennent alors de constituer une coalition avec les Grünen, qui stagnent en troisième position, et le FDP, qui vient d'augmenter de 50 % la taille de son groupe parlementaire. Les négociations sont conclues en trois semaines.
Le 28 juin, Daniel Günther est investi ministre-président par le Landtag par 42 voix pour. Il forme alors un cabinet de sept ministres, dont trois femmes.

### Succession
Au cours des élections régionales du 8 mai 2022, l'Union chrétienne-démocrate rate d'un seul siège la majorité absolue, tandis que Les Verts deviennent le deuxième parti du Land devant le Parti social-démocrate d'Allemagne.
Après avoir échoué à reformer sa coalition jamaïcaine, Daniel Günther ouvre des négociations avec les seuls écologistes le 25 mai. Le 22 juin, la CDU et les Grünen scellent un accord pour former une coalition noire-verte. Daniel Günther est ensuite réélu par le Landtag pour un second mandat.

## Composition
| Fonction | Titulaire | Titulaire                                                                                      | Parti  |
| --- | --------- | ---------------------------------------------------------------------------------------------- | ------ |
| Ministre-président |           | Daniel Günther                                                                                 | CDU    |
| Premier vice-ministre-président |           | Robert Habeck (jusqu'au 06/02/2018) Monika Heinold                                             | Grünen |
| Deuxième vice-ministre-président Ministre des Affaires sociales, de la Santé, de la Jeunesse, de la Famille et des Personnes âgées                                             |           | Heiner Garg                                                                                    | FDP    |
| Ministre de la Justice, de l'Europe, de la Protection des consommateurs et de l'Égalité Ministre de la Justice, de l'Europe et de la Protection des consommateurs (15/05/2020) |           | Sabine Sütterlin-Waack (jusqu'au 29/04/2020) Claus Christian Claussen (à partir du 04/05/2020) | CDU    |
| Ministre de l'Éducation, de la Science et de la Culture |           | Karin Prien                                                                                    | CDU    |
| Ministre de l'Intérieur, du Milieu rural et de l'Intégration Ministre de l'Intérieur, du Milieu rural, de l'Intégration et de l'Égalité (15/05/2020)                           |           | Hans-Joachim Grote (jusqu'au 28/04/2020) Sabine Sütterlin-Waack (à partir du 29/04/2020)       | CDU    |
| Ministre des Finances |           | Monika Heinold                                                                                 | Grünen |
| Ministre de l'Énergie, de l'Agriculture, de l'Environnement, de la Nature et du Numérique                                                                                      |           | Robert Habeck (jusqu'au 01/09/2018) Jan Philipp Albrecht                                       | Grünen |
| Ministre de l'Économie, des Transports, du Travail, de la Technologie et du Tourisme                                                                                           |           | Bernd Buchholz                                                                                 | FDP    |